# Gehringiini
Gehringiini es una  tribu de coleópteros adéfagos  perteneciente a la familia Carabidae. 

## Géneros
- Afrogehringia
- Gehringia
- Helenaea